# Stichopathes spiessi
Stichopathes spiessi is een Antipathariasoort uit de familie van de Antipathidae. De wetenschappelijke naam van de soort is voor het eerst geldig gepubliceerd in 1990 door Opresko & Genin.